# Mittelmühle (Teupitz)

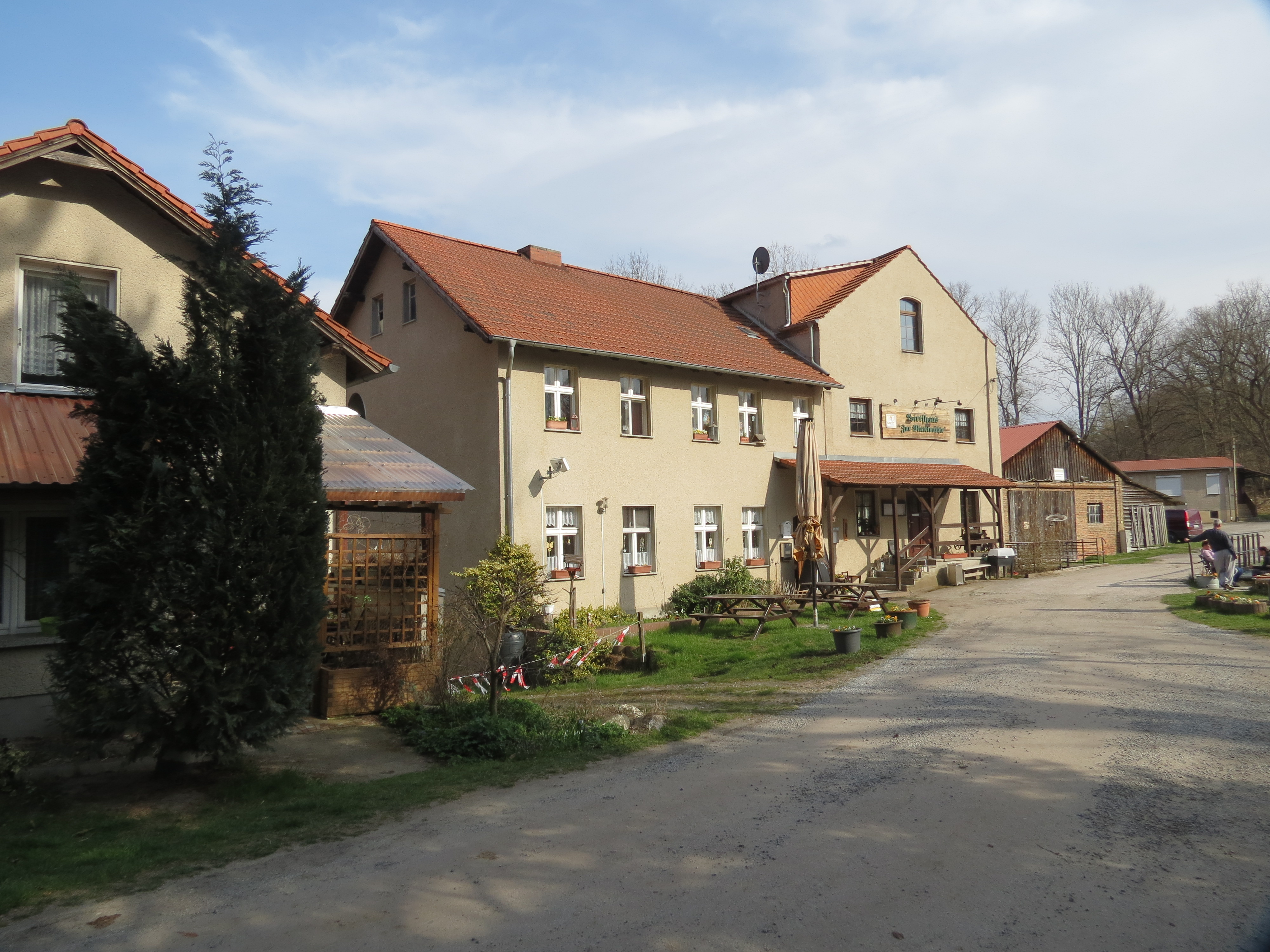
Mittelmühle, Mühlengebäude und Gasthaus

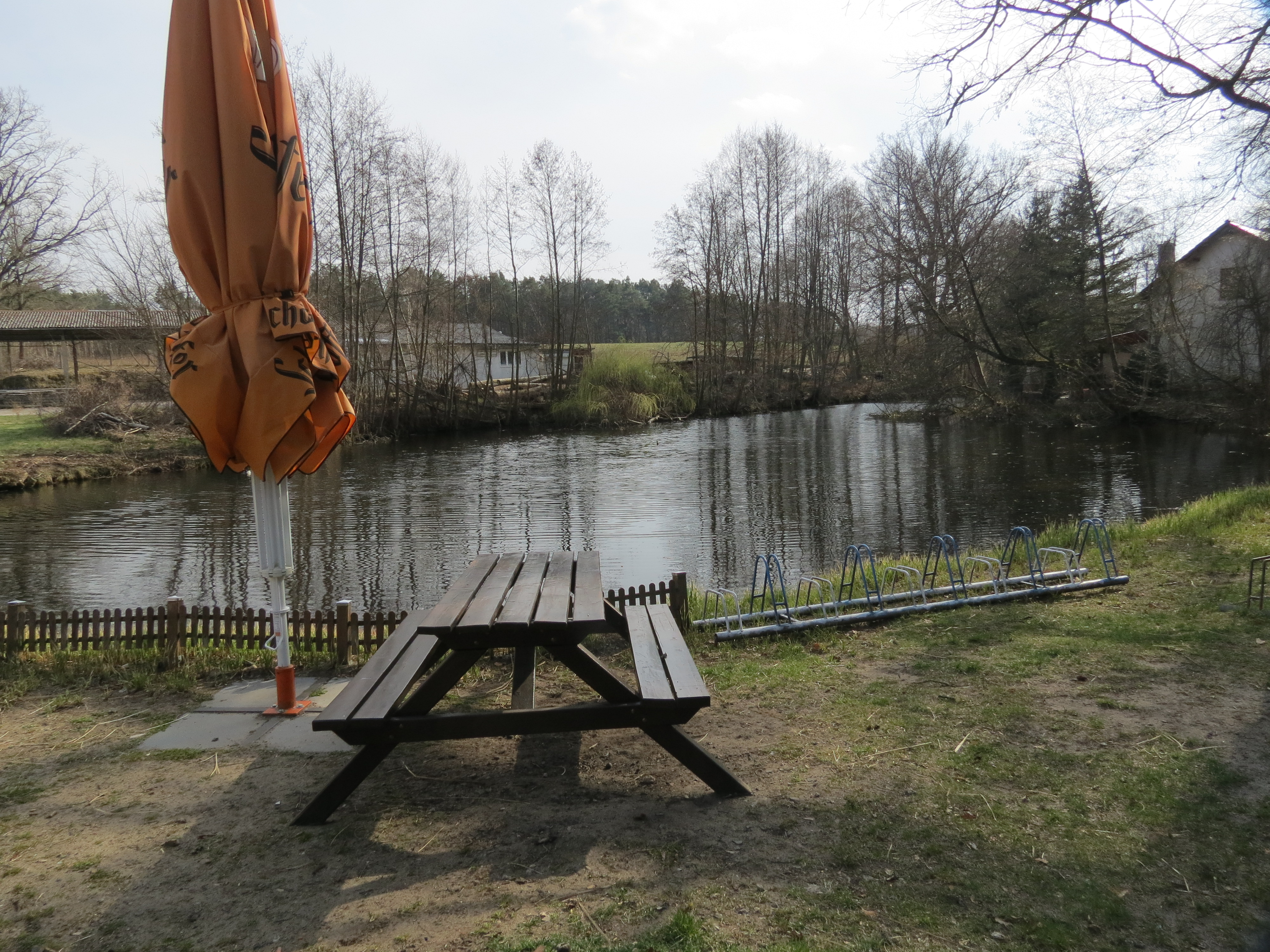
Mittelmühle Mühlteich

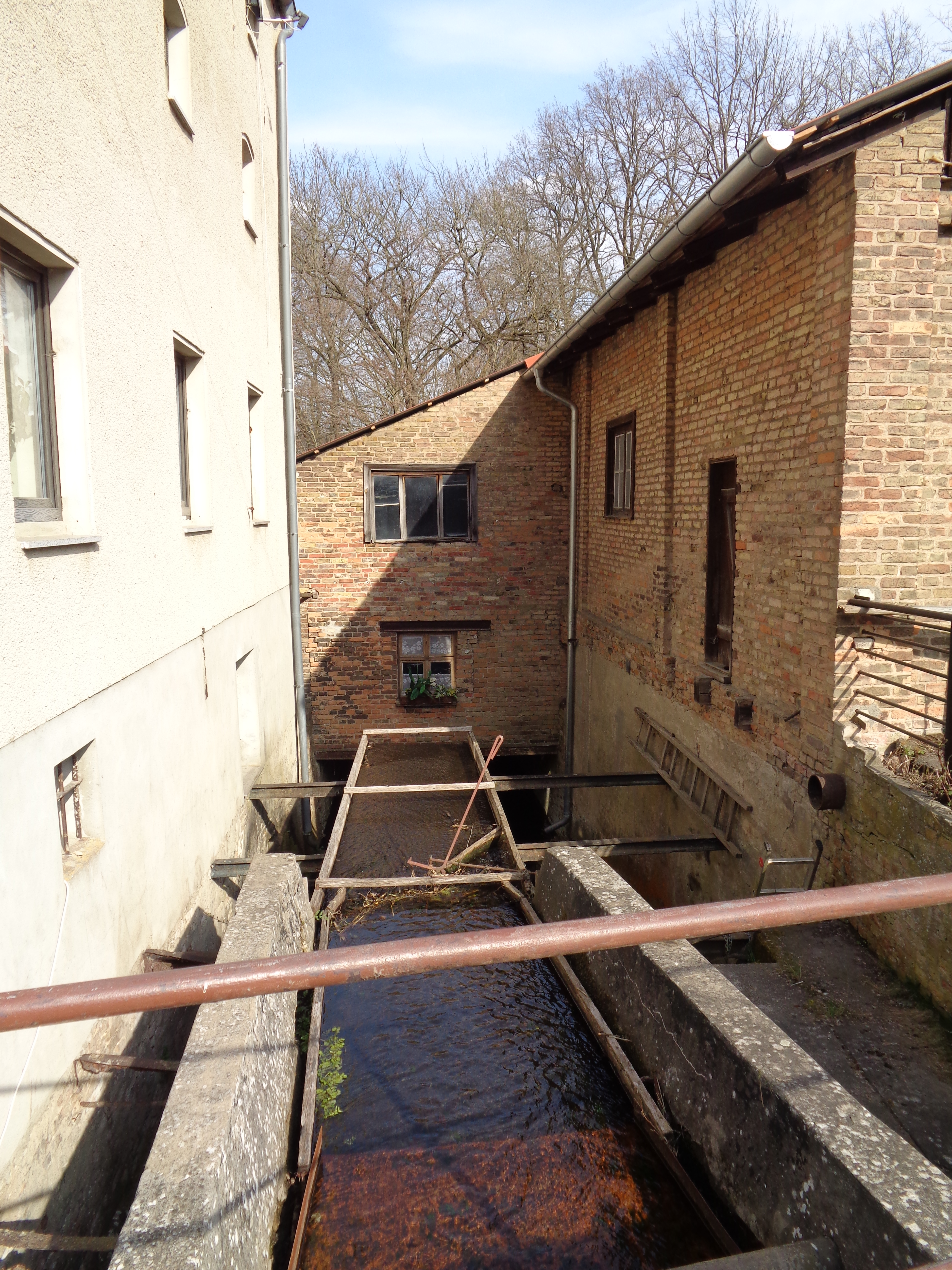
Mittelmühle, Oberwasser zwischen Mühlgebäude und Sägemühle

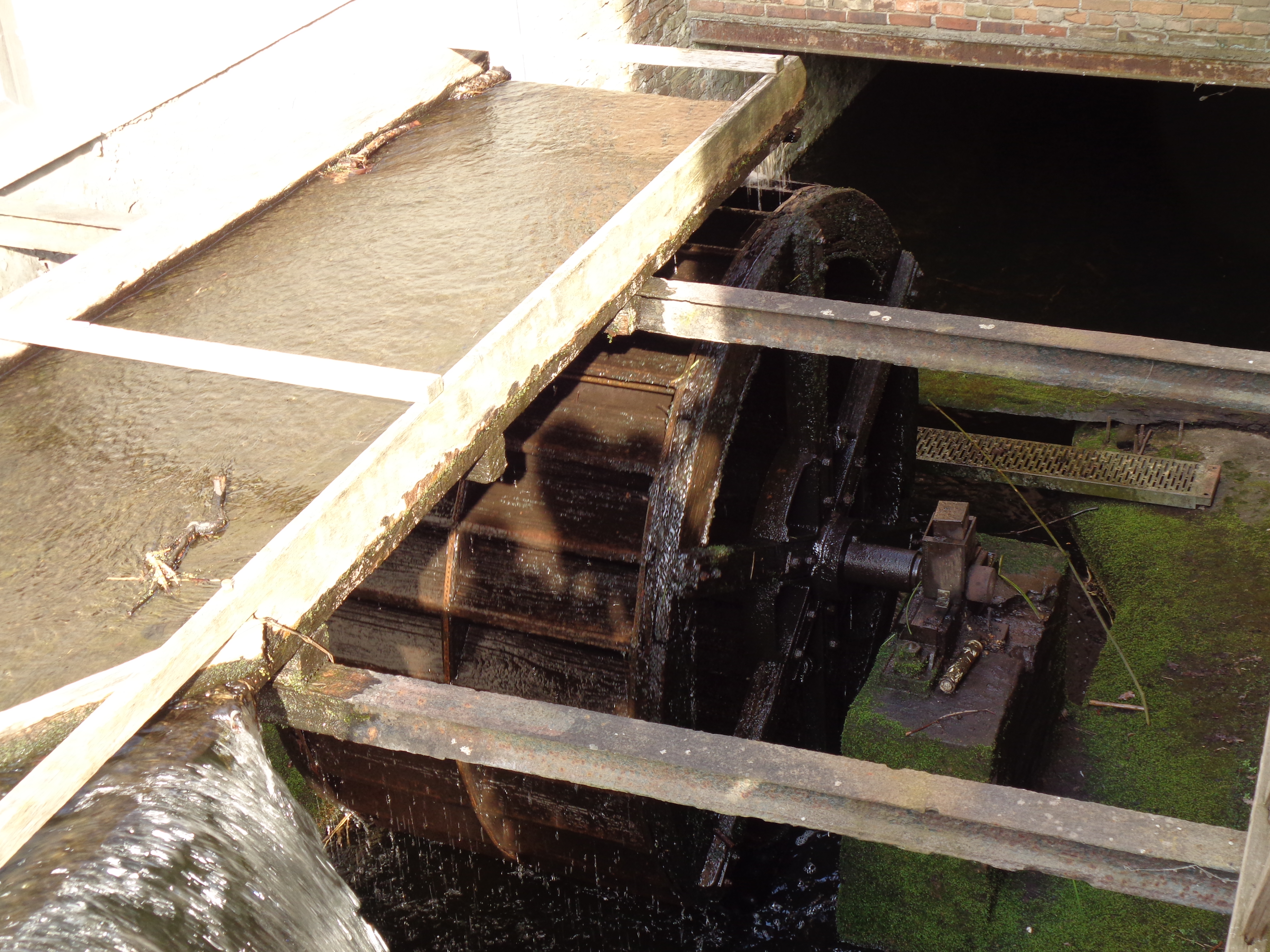
Mittelmühle, rekonstruiertes Mühlrad

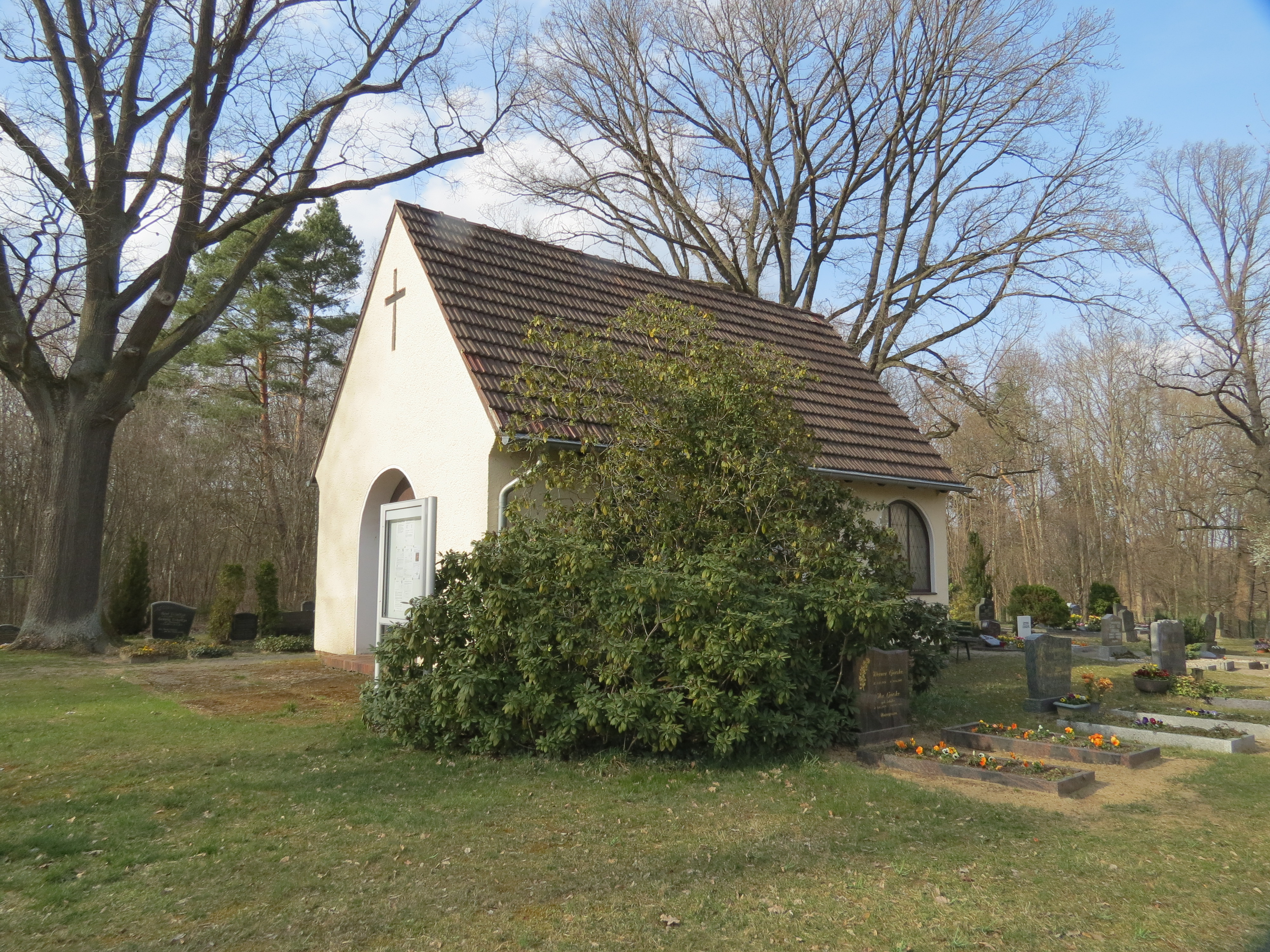
Mittelmühle, Friedhofskapelle

Die Mittelmühle ist ein Wohnplatz im Ortsteil Neuendorf der Stadt Teupitz im Landkreis Dahme-Spreewald in Brandenburg. Der Name geht zurück auf eine erstmals 1546 genannte Wassermühle am Mittelmühlgraben.

## Geographische Lage
Der Wohnplatz liegt im Nordosten der Gemarkung von Neuendorf und damit südwestlich des Stadtzentrums von Teupitz, nur etwa 400 m südlich einer Bucht des Teupitzer Sees. Im Osten befindet sich der Ortsteil Tornow und nördlich der Ortsteil Egsdorf. Die Mühle erhielt ihr Wasser vom Mittelmühlgraben, der knapp 700 Meter nordöstlich in den Teupitzer See mündet.

## Geschichte

### 16. bis 18. Jahrhundert
Die Mittel Molle wurde 1546 erstmals unter der Herrschaft der Familie Schenk von Landsberg urkundlich erwähnt. 1624 hatte die Mühle zwei Räder. Nach dem Schossbuch (Verzeichnis der steuerpflichtigen Güter) von 1624 musste der Müller 7 Taler Kontribution, 3 Taler Kavalleriegeld und 1 Taler Kriegsfuhrgeld bezahlen. Die Mühle wurde offenbar im Dreißigjährigen Krieg zerstört, denn 1647 wurde berichtet, dass ein neuer Erbmüller „in der seit längerer Zeit verlassenen Mittelmühle“ eingesetzt wurde. Er musste den Schenken von Landsberg sechs Taler Dienstgeld und ein gemästetes Schwein reichen. 1711 musste er sechs Taler und sechs Groschen Schoss entrichten. 1743 wurde von einer Wassermahlmühle mit einem Gang sowie einer Schneidemühle berichtet; 1772 lediglich von „einem Müller“. Das Schmettausche Kartenwerk verzeichnet die Mühle als Mittel M. Zwischen 1724 und 1801 reichten die Müller der Mittelmühle immer wieder Gesuche ein, um eine Erlaubnis zum Brauen und Branntweinbrennen zu bekommen, die aber wohl alle abgelehnt wurden.

### 19. bis 21. Jahrhundert
1801 wurde erneut von der Mühle berichtet – als „Wassermahl- und –schneidemühle unweit Teupitz zwischen der Hohen und der Kleinen Mühle“ gelegen. Es gab dort eine Feuerstelle (=Haushalt) mit sieben Bewohnern. Die Topographisch-militärische Karte von Sachsen verzeichnet sie als Mittel M., allerdings fälschlich am Teupitzer Gewässer, das weiter oberhalb am Abfluss vom Tornower See die Hohe Mühle antrieb. 1817 gehörte die Mittelmühle zu Neuendorf; die Einwohnerzahl ist daher nicht separat angegeben.
1837 betrieb der königliche Mühlenmeister Ernst Ferdinand Schulz(e) in Mittenwalde die Mittelmühle. 1836 bis 1840 wurden die Abgabenverhältnisse seiner Wasser- und Schneidemühle (neu) geregelt. 1840 bestand der Wohnplatz aus der Wassermühle sowie zwei Wohngebäuden.
1860 wurde der Wohnplatz als Wassermühle mit einem Wohn- und fünf Wirtschaftsgebäuden beschrieben. Die Mühle gehörte damals einem Mühlenmeister Streichan. Die Mühle war eine Getreide-, Öl- und Schneidemühle, der Müller auch nebengewerblicher Landwirt, der vier Knechte und Mägde beschäftigte. Zur Mittelmühle gehörten nämlich auch 248 Morgen Land, darunter 119 Morgen Wald, 31 Morgen Wiese, 94 Morgen Acker, zwei Morgen Gehöft und zwei Morgen Gartenland. Der Tierbestand betrug 2 Pferde, 8 Rinder und 4 Schafe. An Grundsteuer musste der Müller (und Landwirt) 2 Taler, an Klassensteuer 12 Taler und an Gewerbesteuer 9 Taler entrichten. Mittelmühle hatte zu diesem Zeitpunkt acht Einwohner 1876 gehörte die Mittelmühle einem Hermann Gelling, der in diesem Jahr ein Stück Heideland von 27,493 ha ankaufte.
1880 war die Mittelmühle in den Besitz der Familie Schwietzke übergegangen. Sie wurde um diese Zeit als Getreidemahl- und Ölmühle sowie als Schneidemühle betrieben; hinzu kam als weiterer Erwerbszweig die Landwirtschaft. Um 1900 war die Mittelmühle Schneidemühle, Wirtshaus und Tischlerei. 1921 gehörte sie Karl Schwietzke. Er ist auch 1927 im Adressbuch des Kreises Teltow als Mahl- und Schneidemüller auf der Mittelmühle genannt. 1923 gehörten insgesamt 32 ha zum Anwesen, davon waren jeweils knapp 6 ha Acker, 9 ha Wiesen und 18 ha Wald Klockhaus’ kaufmännisches Handels- und Gewerbe-Adressbuch des Deutschen Reichs listet die Mühle des Karl Schwietzke unter Teupitz.
Die Familie Schwietzke rettete den Betrieb auch über den Zweiten Weltkrieg hinweg. Nach den Beschlüssen der zweiten Parteikonferenz der SED im Juli 1952 für den planmäßigen Aufbau der Grundlagen des Sozialismus in der DDR richtete sich die Kollektivierung und Verstaatlichung von Privateigentum nicht nur gegen die grundbesitzenden Bauern, sondern auch gegen den Mittelstand. Am 11. Februar 1953 wurde das Ehepaar Karl und Irmgard Schwietzke in Untersuchungshaft genommen. Ihm wurden Wirtschaftsverbrechen vorgeworfen, Das gesamte Vermögen wurde beschlagnahmt, und für den Betrieb der Mittelmühle wurden drei Treuhänder eingesetzt. Irmgard Schwietzke wurde im April 1953 zu sechs Jahren Zuchthaus verurteilt. Dann kam es am 17. Juni zum Volksaufstand gegen das DDR-Regime. Das noch schwebende Gerichtsverfahren gegen Karl Schwietzke wurde eingestellt. Er erhielt sein Vermögen und seinen Betrieb zurück. Auch Irmgard Schwietzke wurde im Juli 1953 aus der Strafvollzugsanstalt Waldheim entlassen. Am 17. Oktober 1954 begann die Drangsalierung des Ehepaares Schwietzke erneut. Die Staatsanwaltschaft ließ ihnen zustellen, dass zwar ihre Haftstrafe aufgehoben sei, nicht aber die Nebenstrafen. Noch am selben Tag floh das Ehepaar Schwietzke in den Westen.
Danach nutzte der Staatliche Forstwirtschaftsbetrieb Königs Wusterhausen das Sägewerk. Hier wurden Verkaufsstände, Wochenendbungalows, Paletten für die Landwirtschaft und Schnittholz für den Wohnungsbau hergestellt.
1991 wurde dem Ehepaar Schwietzke der Betrieb rückübertragen. Das Bezirksgericht Frankfurt (Oder) hob das Urteil gegen Irmgard Schwietzke auf, und sie erhielt Haftentschädigung. Die Gaststätte und Sägemühle wurde wieder eröffnet. Das Mühlrad wurde rekonstruiert, läuft aber im Leerlauf. Laut der Homepage der Mittelmühle soll das Mühlrad in Zukunft auch wieder elektrischen Strom liefern.

## Kommunalpolitische Geschichte
Bratring (1804), Mützell (1822) und Sellentin (1841) führen die Mittelmühle unter Neuendorf auf. In der Ortschafts-Statistik des Regierungs-Bezirks Potsdam mit der Stadt Berlin von 1861 ist die Mittelmühle dagegen – wohl fälschlich – unter Tornow aufgeführt.
1872/74 wurden die landesherrlichen Ämter aufgelöst und deren Aufgaben den Kreisen und den neuen Amtsbezirken zugewiesen. Mittelmühle ist hier unter den Gemeinden des Amtsbezirks 15 Groß Köris aufgeführt. Nach dem Historischen Ortslexikon wurde das zuvor gemeindefreie Etablissement Mittelmühle 1875 in die Gemeinde Neuendorf eingemeindet. Mit der Revision und endgültige(n) Feststellung der Amtsbezirke in den Kreisen des Regierungsbezirks Potsdam von 1881 ist die Mittelmühle nun unter Neuendorf und zu Neuendorf gehörig aufgeführt. Mittelmühle war 1932 und 1950 Wohnplatz von Neuendorf. 1974 wurde Neuendorf nach Teupitz eingemeindet und ist seither Ortsteil der Stadt Teupitz. Mittelmühle hat derzeit den kommunalpolitischen Status eines Wohnplatzes im Ortsteil Neuendorf der Stadt Teupitz.

## Der Neuendorfer Friedhof und die Friedhofshalle
Wann der Friedhof der zu diesem Zeitpunkt noch selbständigen Gemeinde Neuendorf angelegt wurde, ließ sich bisher nicht ermitteln. Die Friedhofshalle wurde von Ernst und Emma Mosel gestiftet, deren Ruhestätte sich auf dem Friedhof befindet. Hier begraben ist auch der Müllermeister der Mittelmühle Karl Schwietzke (1874 bis 1945).

## Bevölkerungsentwicklung
| Jahr      | 1734 | 1772 | 1801 | 1840 | 1858 | 1925 |
| Einwohner | 10   | 10   | 7    | 14   | 8    | 8    |

## Natur und Sehenswürdigkeiten

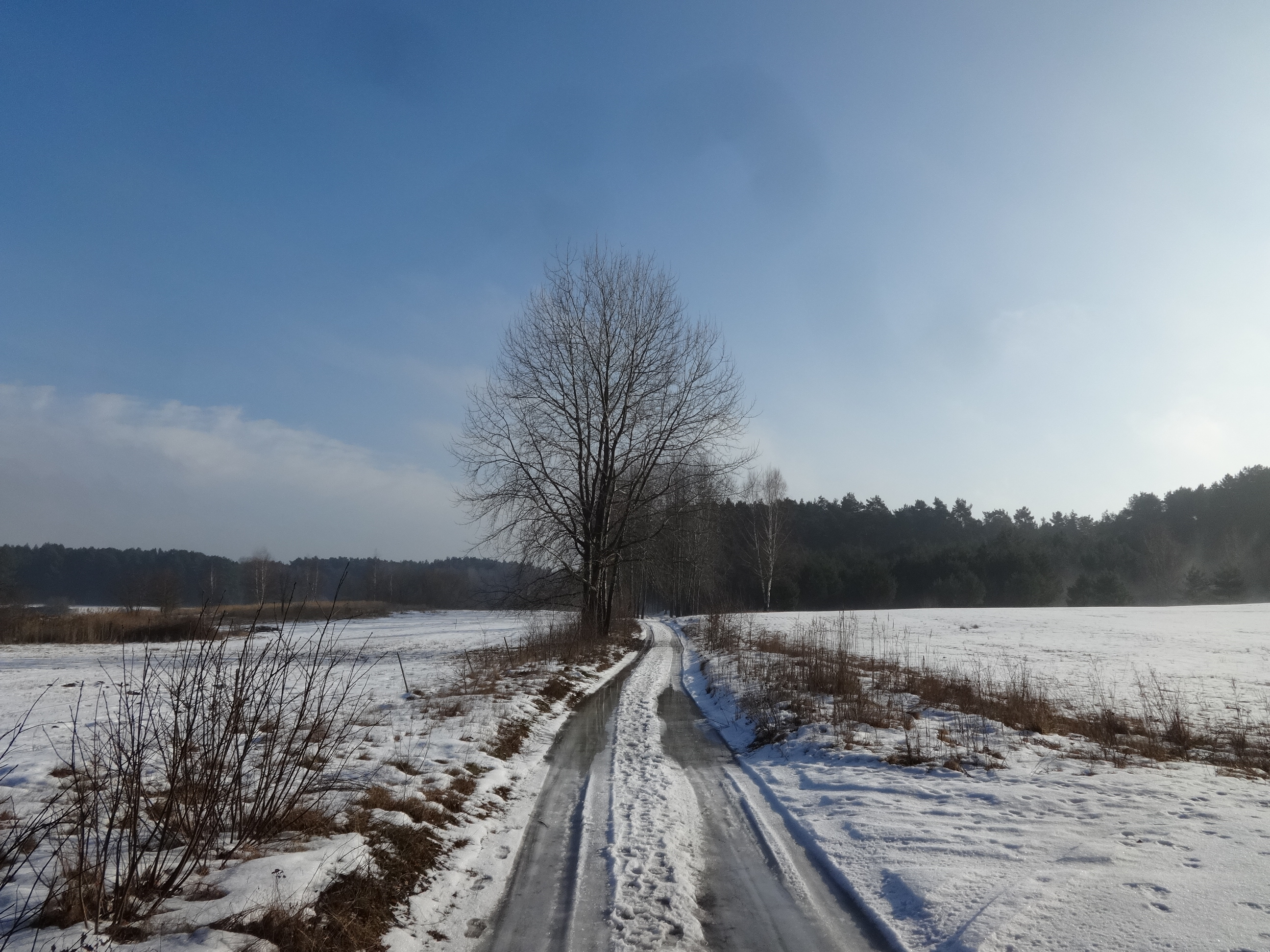
Blick ins NSG

- Naturschutzgebiet Mühlenfließ-Sägebach: In dem rund 163 Hektar großen Gebiet leben unter anderem der Biber, der Fischotter sowie die Große Moosjungfer.